# Nest (album)
Nest is een muziekalbum van de Nederlandse band Nits. Het is het eerste verzamelalbum van de band, die al sinds 1974 bestaat. Het album bevat de 18 bekendste nummers van de band sinds 1981. Verder zijn er twee nieuwe nummers op het album aanwezig (Broken Wing en Road Not Taken). Tutti Ragazzi, de eerste top-40 notering van de band, is afwezig, omdat de band de stijl van het nummer niet vond passen bij de rest. Het latere dubbele verzamelalbum Nits Hits bevat veel meer nummers (inclusief Tutti Ragazzi), maar mist de eenheid van Nest.
Er verschenen drie alternatieve edities van het album. De eerste was het gewone album, verpakt in een papieren hoes samen met een klein vergrootglas. Deze was bedoeld om de foto in de hoes te bekijken, waarop alle mensen die met de Nits hebben gewerkt staan voor de Werf studio. De tweede editie was een box, waarin naast Nest ook het album Quest (met zeldzame opnames) en de video Vest zaten. De derde editie was speciaal voor de Franse markt. Op deze versie bevonden zich Franstalige versies van de nummers Broken Wing (Avec Une Aile Cassée) en Adieu, Sweet Bahnhof, die met de Franse zanger Kent werden opgenomen.
De band ging uitgebreid op tournee door heel Europa in 1995 en 1996. Het concert op de Uitmarkt in Amsterdam in augustus 1996 was het afscheidsoptreden van Stips, Bakker en Meuris. Stips zou in 2003 weer terugkeren bij de band.

## Musici
- Henk Hofstede – zang, gitaar, toetsen
- Rob Kloet – slagwerk
- Robert Jan Stips – toetsen
- Joke Geraets – bas
- Michiel Peters – gitaar, zang, bas
- Martin Bakker – bas
- Peter Meuris – percussie, viool
- Petra Lugtenburg – achtergrondzang
- Alex Roelofs – bas

Gasten
- Lieve Geuens – achtergrondzang
- Jolanda de Wit – achtergrondzang
- Mathilde Santing – achtergrondzang
- Fay Lovsky - achtergrondzang
- Jaap van Beusekom – steel gitaar
- Amsterdam Saxophone Quartet – blazerssectie
- Diewke Kleijn – cello

## Composities
Alle tracks door Hofstede, Stips, Kloet, behalve Sketches Of Spain (Hofstede, Stips), Red Tape (Hofstede).
1. Broken Wing (2:39);
2. J.O.S. days (3:13);
3. Adieu, Sweet Bahnhof (4:48);
4. Bike In Head (3:33);
5. Nescio (4:47);
6. The Dream (4:21);
7. A Touch Of Henry Moore (4:06);
8. Mask (live) (5:38);
9. In The Dutch Mountains (3:27);
10. The Bauhaus Chair (2:45);
11. Soap Bubble Box (3:25);
12. Radio Shoes (3:09);
13. Sketches Of Spain (4:22);
14. Red Tape (2:29);
15. The Train (4:07);
16. dA dA dA (4:02);
17. Giant Normal Dwarf (2:29);
18. Cars And Cars (3:52);
19. Home Before Dark (3:12);
20. Road Not Taken (4:47).

Singles
1. Broken Wing / Moon Moon (live) / Two Skaters (live) / The Infinite shoeblack (live)
2. Tomorrow Never Knows / Norwegian Wood (live) / All You Need Is Love (live) (Deze cd-single was tijdelijk gratis verkrijgbaar bij de Broken Wing single en ook enige tijd bij het album).
3. Road Not Taken / In The Dutch Mountains (live met het Amsterdam Saxophone Quartet) (promo-single).
4. Bike In Head (Elephant Mix) / Bike In Head (Cuckoo Mix) / Bike In A. / Bike In Head (live)

Geen van de singles behaalde een hitnotering. De band was zeer ontevreden met de Bike In Head remix single en besloot het nummer niet meer te spelen tijdens optredens. In 2000, toen de band een andere platenmaatschappij had, keerde het lied weer terug bij concerten.

### Hitlijsten
| Album met eventuele hitnotering(en) in de Nederlandse Album Top 100 | Datum van verschijnen | Datum van binnenkomst | Hoogste positie | Aantal weken | Opmerkingen |
| ------------------------------------------------------------------- | --------------------- | --------------------- | --------------- | ------------ | ----------- |
| Mega Album Top 100                                                  | 10-1995               | 28-10-1995            | 34              | 14           |             |